# IPS’AIR
El IPS'AIR es una exhibición aérea francesa que comenzó en 2020. Está ubicada en Ivry-sur-Seine, cerca de París. Está organizado por la grande escuela Institut polytechnique des sciences avancées, una de las universidades aeroespaciales más importantes de Francia. Se lleva a cabo anualmente en febrero. La 4ª edición tuvo lugar del 9 al 21 de febrero de 2023.

## Presentación
Los simuladores de vuelo son representativos del mundo de la aviación, desde el Dassault Mirage 2000 al Republic P-47 Thunderbolt, pasando por el Airbus A320, el Boeing 777 y el Bell 206. Algunos motores, como los del Dassault Rafale o el Jaguar también están expuestos gracias a una asociación con Safran.
Se realizan conferencias relacionadas con la actualidad aeronáutica. Por ejemplo, en 2023 se invitó a Yann Arthus-Bertrand a hablar sobre su libro "Mars Terre, destins croisés".
Una exposición de arte completa el festival. En 2023, los visitantes pudieron admirar las obras dedicadas a las leyendas del cielo creadas por el grafitero C215.

## Historia
El primer espectáculo tuvo lugar en 2020. Philippe Willekens, jefe de comunicación de la Agencia Espacial Europea vino a hablar sobre el futuro de la exploración espacial.